# Prachtspecht
De prachtspecht (Melanerpes pulcher) is een vogel uit de familie Picidae.

## Verspreiding en leefgebied
Deze soort is endemisch in het noordelijke deel van Centraal-Colombia.